# 肯德里克·納恩
肯德里克·梅爾文·納恩（英語：Kendrick Melvin Nunn，1995年8月3日—），出生於伊利諾州芝加哥，為美國男子籃球運動員，場上位置為控球後衛，現效力於希腊篮球甲级联赛帕纳辛奈克斯。

## 職業生涯

### 聖克魯斯勇士（2018–2019）
在2018年NBA選秀中落選後，納恩與金州勇士簽訂了一份部分保證的合約;這保證了他至少在他們的夏季聯賽名單上佔有一席之地，並被邀請參加他們的秋季訓練營，以及一些錢。勇士隊最終拒絕接受他，並於10月12日釋放了他。隨後他被添加到他們的G聯盟附屬球隊聖克魯斯勇士的名單中。

### 邁阿密熱火（2019–2021）
邁阿密熱火宣布，他們已經在2019年4月10日簽下了納恩。

### 洛杉磯湖人（2021–2023）
2021年8月6日，納恩與洛杉磯湖人簽下了一份為期兩年、價值1000萬美元的合約。10月21日，他被診斷出右膝骨挫傷，預計將缺席數周。12月6日，教練弗蘭克·沃格爾說納恩可能不會在12月回歸。2022年1月17日，納恩在康復中遭受挫折。2月8日，他被排除在外，至少要到3月下旬。由於膝蓋受傷，他最終錯過了整個賽季。

### 華盛頓巫師（2023）
2023年2月23日，納恩與三個未來的次輪選秀權一起被交易到華盛頓巫師，以換取八村壘。

### 帕纳辛奈克斯
2024年12月18日，欧洲篮球联赛第十六轮的比赛中，帕纳辛奈科斯男篮在主场以103-74击败了米兰奥林匹亚。肯德里克·納恩在該场比赛中创造多项纪录。纳恩在第一节三分球8中7得到21分，打破欧洲篮球联赛首节得分纪录，并追平单节得分纪录，刷新单节三分球命中数，同时打破了帕纳辛奈科斯队史单节得分纪录。全场比赛纳恩砍下39分，也创下了纳恩个人职业生涯的单场比赛得分新高。

## 生涯數據

#### 例行賽
| 賽季    | 球隊 | GP  | GS  | MPG  | FG%  | 3P%  | FT%  | RPG | APG | SPG | BPG | PPG  |
| ------- | ---- | --- | --- | ---- | ---- | ---- | ---- | --- | --- | --- | --- | ---- |
| 2019–20 | MIA  | 67  | 67  | 29.3 | .439 | .350 | .850 | 2.7 | 3.3 | .8  | .2  | 15.3 |
| 2020–21 | MIA  | 56  | 44  | 29.5 | .485 | .381 | .933 | 3.2 | 2.6 | .9  | .3  | 14.6 |
| 2022–23 | LAL  | 39  | 2   | 13.5 | .406 | .325 | .810 | 1.4 | .9  | .3  | .1  | 6.7  |
| 生涯    | 生涯 | 162 | 113 | 25.6 | .451 | .358 | .873 | 2.6 | 2.5 | .7  | .2  | 13.0 |

#### 季後賽
| 賽季 | 球隊 | GP | GS | MPG  | FG%  | 3P%  | FT%   | RPG | APG | SPG | BPG | PPG  |
| ---- | ---- | -- | -- | ---- | ---- | ---- | ----- | --- | --- | --- | --- | ---- |
| 2020 | MIA  | 15 | 0  | 15.9 | .391 | .279 | 1.000 | 2.1 | 1.3 | .2  | .2  | 6.1  |
| 2021 | MIA  | 4  | 2  | 23.3 | .395 | .278 | 1.000 | 1.5 | 1.5 | .5  | .0  | 10.3 |
| 生涯 | 生涯 | 19 | 2  | 17.5 | .393 | .279 | 1.000 | 2.0 | 1.4 | .3  | .2  | 7.0  |

## 外部連結
- 肯德里克·納恩在fiba.basketball（英语）
- 肯德里克·納恩在archive.fiba.com（archived）（英语）
- 肯德里克·納恩在NBA（英语）
- 肯德里克·納恩在Basketball-Reference.com（NBA）（英语）
- 肯德里克·納恩在Basketball-Reference.com（NBA G聯盟）（英语）
- 肯德里克·納恩在Sports-Reference.com（NCAA）（英语）
- 肯德里克·納恩在ESPN（NBA）（英语）
- 肯德里克·納恩在Eurobasket.com（球員）（英语）
- 肯德里克·納恩在RealGM（英语）
- 肯德里克·納恩在Proballers（英语）